# Юркин, Иван Николаевич
Юркин Иван Николаевич (4 (16) марта 1863, дер. Большие Бюрганы, Симбирская губерния — 11 сентября 1943, Ульяновск) — чувашский прозаик, поэт, этнограф и фольклорист. Исследователь состоял членом нескольких научных и общественных организаций — член-сотрудник Общества археологии, истории и этнографии при Казанском университете, член Московского общества любителей естествознания, антропологии и этнографии, Симбирской ученой архивной комиссии, Московского общества научных работников.
Иван Юркин из родоначальников чувашской художественной литературы. Переводы его работ публиковались в журналах «Этнографическое обозрение», «Вестник Казанского государственного университета».

## Биография
Иван Юркин родился в многодетной крестьянской семье в деревне Большие Бюрганы (чув. Пӱркел), входившей в округу чувашских деревень, получившей название Девятиселье (чув. Тӑхӑрьял).
После окончания сельской начальной школы, мечтая о профессии сельского школьного учителя, Иван Юркин поступил учиться Симбирскую чувашскую учительскую школу, но не окончил. Вернувшись в родную деревню, активно занялся самообразованием.
Считал себя ярым противником И. Я. Яковлева, в связи с деятельностью последнего, направленную на уничтожение остатков старой чувашской культуры и полную культурную ассимиляцию с русскими. Даже написал о нём очерк «Враг народа». С юных лет дружил с исследователем чувашского языка Н. И. Ашмариным.
В 1895 г. Иван Юркин был избран членом-сотрудником Общества археологии, истории и этнографии при Казанском университете. Самая известная его работа в области этнографии «Чӑвашсен авалхи тӗнӗ» (Старая вера чувашей).
В 1899 году И. Юркин ходатайствует перед Министерством внутренних дел о разрешении издавать газету на чувашском языке «Пулхар» в г. Симбирске, но ему было отказано.
В 1934 году был избран членом Союза писателей СССР.
Умер 11 сентября 1943 года в Ульяновске, похоронен на Воскресенском некрополе.

## Произведения
Свой первый рассказ «Асамат кӗперӗ» (Радуга) написал в 1886 году. Далее напечатал работы «Шӱтсем» (Шутки), «Халапсем» (Легенды), «Ваттисен сӑмахӗсем» (Предания), «Юмахсем» (Сказки). Первым его заметным трудом является сборник чувашских народных песен, изданный в 1888 году. В него вошло более тысячи текстов чувашской народной лирики.
В 1889—1890 годах написал повести «Этем пырӗ тутӑ та куҫӗ выҫӑ» (Брюхо сыто, да глаза голодные) и «Мул» (Богатство), но в те годы не удалось их напечатать.
В 1907 году Иваном Николаевичем было издано ещё 5 сборников чувашских пословиц и поговорок, сказок и анекдотов.
В 1920—1930 годах Иван Николаевич сочинил повести «Ульки», «Машина Иванӗ», «Кахал», рассказы «Кӱпен», «Пархатархӑрсем», «Тамӑкри юрӑсен историйӗ» (История адских песен), воспоминание «Авалхипе хальхи пурнӑҫ» (Древняя и нынешняя жизнь).
В 1986 году была выпущена книга работ И. Юркина, в которую вошли повести, прозаические стихи, зарисовки, воспоминания.
Этнографические и научные работы:
- «Указатель этнографической литературы о чувашах»
- «Ют ҫӗрти чӑвашсем» (Чуваши Пермской губернии)
- «Чӑвашсен йӑлисем» (Обычаи чувашей)
- «Чӑвашсен авалхи тӗнӗ» (Старая вера чувашей)
- «Шӱтсем» (Шутки);
- «Халапсем» (Легенды);
- «Ваттисен сӑмахӗсем» (Предания);
- «Юмахсем» (Сказки);
- «Чуваши»;
- «Золотой ключ к разгадке тайн Волжско-Камской Булгарии»;
- «Старая вера древнего народа»;
- «Служилые татары из чувашей».

Художественные произведения:
- «Асамат кӗперӗ» (Радуга, рассказ, 1886);
- «Этем пырӗ тутӑ та куҫӗ выҫӑ» (Брюхо сыто, да глаза голодные; повесть);
- «Мул» (Богатство, повесть);
- «Ульки» (повесть);
- «Машина Иванӗ» (повесть);
- «Кахал» (Лентяй, повесть);
- «Кӱпен» (рассказ);
- «Пархатархӑрсем» (рассказ);
- «Тамӑкри юрӑсен историйӗ» (История адских песен, рассказ);
- «Кулача тӑрӑниччен ҫитерни» (О том, как досыта кормили калачом, 1917);
- «Урине» (Ирина, 1917);
- «Хӑраманскер» (Небоязливая, 1917);
- «Вӗреннӗ ҫынсем» (Образованные люди, 1918);
- «Хулари кивӗ масар ҫинче» (На старом городском кладбище, 1918);
- «Паттӑр»[5] (1931).

Воспоминания:
- «Авалхипе хальхи пурнӑҫ» (Древняя и нынешняя жизнь).